# Carleton North
Carleton North est une ville du Nouveau-Brunswick, situé dans le territoire de la commission de services régionaux de la Vallée-de-l'Ouest. La municipalité a été constituée le 1er janvier 2023, par la fusion des villages de Bath et Centreville à la ville de Florenceville-Bristol, ainsi que l'annexion des districts de services locaux (DSL) de la paroisse d'Aberdeen, de Glassville, d'Haut-Kent, de Lakeville, de la paroisse de Wicklow, de la paroisse de Wilmot et de parties des DSL de la paroisse de Kent, de la paroisse de Peel et de la paroisse de Simonds.